# Megaphthalmoides
Megaphthalmoides is een geslacht van insecten uit de familie van de drekvliegen (Scathophagidae), die tot de orde tweevleugeligen (Diptera) behoort.

## Soort
- M. unilineata (Zetterstedt, 1838)